# Kypr na Eurovision Song Contest
Kypr se zúčastnil 41 ročníků soutěže Eurovision Song Contest, poprvé v roce 1981. Jako první se v soutěži představila skupina Island, která skončila na 6. místě. Dosud nejlépe se země umístila na 2. místě, které v roce 2018 získala Eleni Foureira s písní „Fuego“.
V roce 1988 byl Kypr ze soutěže diskvalifikován, jelikož bylo zjištěno, že soutěžní píseň byla vydána již v roce 1984. V roce 2001 se země soutěže nemohla zúčastnit z důvodu špatných výsledků z předchozích let. Mezi lety 2006 a 2013 Kypr 6krát nepostoupil do finále, načež v roce 2014 země ze soutěže odstoupila. Hned následující rok se ale do soutěže opět vrátila a od té doby ve finále chyběla pouze v letech 2022 a 2025.
Kypr a Řecko si pravidelně vyměňují 12 bodů. V 31 případech (1981–2022), kdy mohl Kypr ve finále dát body Řecku, jich udělil maximum v 26 případech (vyjma let 1981, 1985, 1990, 1991 a 2015). Od roku 1998, kdy hlasují také diváci, si země vzájemně udělovaly 12 bodů až do roku 2015, kdy maximum bodů od obou zemí obdržela Itálie.

## Výsledky
| Rok                    | Interpret                           | Píseň                                           | Jazyk               | Finále         | Finále         | Semifinále                  | Semifinále                  |
| Rok                    | Interpret                           | Píseň                                           | Jazyk               | Pořadí         | Body           | Pořadí                      | Body                        |
| ---------------------- | ----------------------------------- | ----------------------------------------------- | ------------------- | -------------- | -------------- | --------------------------- | --------------------------- |
| 1981                   | Island                              | „Monika“ (Μόνικα)                               | řečtina             | 6.             | 69             | nekonalo se                 | nekonalo se                 |
| 1982                   | Anna Vissi                          | „Mono i agapi“ (Μόνο η αγάπη)                   | řečtina             | 5.             | 85             | nekonalo se                 | nekonalo se                 |
| 1983                   | Stavros a Constantina               | „I agapi akoma zi“ (Η αγάπη ακόμα ζει)          | řečtina             | 16.            | 26             | nekonalo se                 | nekonalo se                 |
| 1984                   | Andy Paul                           | „Anna Mari-Elena“ (Άννα Μαρί-Έλενα)             | řečtina             | 15.            | 31             | nekonalo se                 | nekonalo se                 |
| 1985                   | Lia Vissi                           | „To katalava arga“ (Το κατάλαβα αργά)           | řečtina             | 16.            | 15             | nekonalo se                 | nekonalo se                 |
| 1986                   | Elpida                              | „Tora zo“ (Τώρα ζω)                             | řečtina             | 20.            | 4              | nekonalo se                 | nekonalo se                 |
| 1987                   | Alexia                              | „Aspro mavro“ (Άσπρο μαύρο)                     | řečtina             | 7.             | 80             | nekonalo se                 | nekonalo se                 |
| 1988                   | Yiannis Dimitrou                    | „Thimame“ (Θυμάμαι)                             | řečtina             | diskvalifikace | diskvalifikace | nekonalo se                 | nekonalo se                 |
| 1989                   | Fanny Polymeri a Yiannis Savvidakis | „Apopse as vrethoume“ (Απόψε ας βρεθούμε)       | řečtina             | 11.            | 51             | nekonalo se                 | nekonalo se                 |
| 1990                   | Anastasiou                          | „Milas poli“ (Μιλάς πολύ)                       | řečtina             | 14.            | 36             | nekonalo se                 | nekonalo se                 |
| 1991                   | Elena Patroklou                     | „S.O.S.“                                        | řečtina             | 9.             | 60             | nekonalo se                 | nekonalo se                 |
| 1992                   | Evridiki                            | „Teriazoume“ (Ταιριάζουμε)                      | řečtina             | 11.            | 57             | nekonalo se                 | nekonalo se                 |
| 1993                   | Zymboulakis a Van Beke              | „Mi stamatas“ (Μη σταματάς)                     | řečtina             | 19.            | 17             | Kvalifikacija za Millstreet | Kvalifikacija za Millstreet |
| 1994                   | Evridiki                            | „Ime anthropos ki ego“ (Είμαι άνθρωπος κι εγώ)  | řečtina             | 11.            | 51             | nekonalo se                 | nekonalo se                 |
| 1995                   | Alexandros Panayi                   | „Sti fotia“ (Στη φωτιά)                         | řečtina             | 9.             | 79             | nekonalo se                 | nekonalo se                 |
| 1996                   | Constantinos                        | „Mono gia mas“ (Μόνο για μας)                   | řečtina             | 9.             | 72             | 15.                         | 42                          |
| 1997                   | Hara a Andreas Konstantinou         | „Mana mou“ (Μάνα μου)                           | řečtina             | 5.             | 98             | nekonalo se                 | nekonalo se                 |
| 1998                   | Michael Hajiyanni                   | „Genesis“ (Γένεσις)                             | řečtina             | 11.            | 37             | nekonalo se                 | nekonalo se                 |
| 1999                   | Marlain                             | „Tha'ne erotas“ (Θα'ναι έρωτας)                 | řečtina             | 22.            | 2              | nekonalo se                 | nekonalo se                 |
| 2000                   | Voice                               | „Nomiza“ (Νόμιζα)                               | řečtina, italština  | 21.            | 8              | nekonalo se                 | nekonalo se                 |
| bez účasti v roce 2001 |                                     |                                                 |                     |                |                | nekonalo se                 | nekonalo se                 |
| 2002                   | One                                 | „Gimme“                                         | angličtina          | 6.             | 85             | nekonalo se                 | nekonalo se                 |
| 2003                   | Stelios Constantas                  | „Feeling Alive“                                 | angličtina          | 20.            | 15             | nekonalo se                 | nekonalo se                 |
| 2004                   | Lisa Andreas                        | „Stronger Every Minute“                         | angličtina          | 5.             | 170            | 5.                          | 149                         |
| 2005                   | Constantinos Christoforou           | „Ela Ela“                                       | angličtina          | 18.            | 46             | TOP 12 z předchozího roku   | TOP 12 z předchozího roku   |
| 2006                   | Annet Artani                        | „Why Angels Cry“                                | angličtina          | nepostup       | nepostup       | 15.                         | 57                          |
| 2007                   | Evridiki                            | „Comme ci, comme ça“                            | francouzština       | nepostup       | nepostup       | 15.                         | 65                          |
| 2008                   | Evdokia Kadi                        | „Femme Fatale“                                  | řečtina             | nepostup       | nepostup       | 15.                         | 36                          |
| 2009                   | Christina Metaxa                    | „Firefly“                                       | angličtina          | nepostup       | nepostup       | 14.                         | 32                          |
| 2010                   | Jon Lilygreen a the Islanders       | „Life Looks Better in Spring“                   | angličtina          | 21.            | 27             | 10.                         | 67                          |
| 2011                   | Christos Mylordos                   | „San aggelos s'agapisa“ (Σαν άγγελος σ'αγάπησα) | řečtina             | nepostup       | nepostup       | 18.                         | 16                          |
| 2012                   | Ivi Adamou                          | „La La Love“                                    | angličtina          | 16.            | 65             | 7.                          | 91                          |
| 2013                   | Despina Olympiou                    | „An me thimasai“ (Aν με θυμάσαι)                | řečtina             | nepostup       | nepostup       | 15.                         | 11                          |
| bez účasti v roce 2014 |                                     |                                                 |                     |                |                |                             |                             |
| 2015                   | John Karayiannis                    | „One Thing I Should Have Done“                  | angličtina          | 22.            | 11             | 6.                          | 87                          |
| 2016                   | Minus One                           | „Alter Ego“                                     | angličtina          | 21.            | 96             | 8.                          | 164                         |
| 2017                   | Hovig                               | „Gravity“                                       | angličtina          | 21.            | 68             | 5.                          | 164                         |
| 2018                   | Eleni Foureira                      | „Fuego“                                         | angličtina          | 2.             | 436            | 2.                          | 262                         |
| 2019                   | Tamta                               | „Replay“                                        | angličtina          | 13.            | 109            | 9.                          | 149                         |
| 2020                   | Sandro                              | „Running“                                       | angličtina          | ročník zrušen  | ročník zrušen  | ročník zrušen               | ročník zrušen               |
| 2021                   | Elena Tsagrinou                     | „El Diablo“                                     | angličtina          | 16.            | 94             | 6.                          | 170                         |
| 2022                   | Andromache                          | „Ela“ (Έλα)                                     | angličtina, řečtina | nepostup       | nepostup       | 12.                         | 63                          |
| 2023                   | Andrew Lambrou                      | „Break a Broken Heart“                          | angličtina          | 12.            | 126            | 7.                          | 94                          |
| 2024                   | Silia Kapsis                        | „Liar“                                          | angličtina          | 15.            | 78             | 6.                          | 67                          |
| 2025                   | Theo Evan                           | „Shh“                                           | angličtina          | nepostup       | nepostup       | 11.                         | 44                          |

| Legenda | Legenda                              |
| ------- | ------------------------------------ |
| 2       | 2. místo                             |
| ◁       | poslední místo                       |
| X       | interpret vybrán, ale nezúčastnil se |

## Galerie

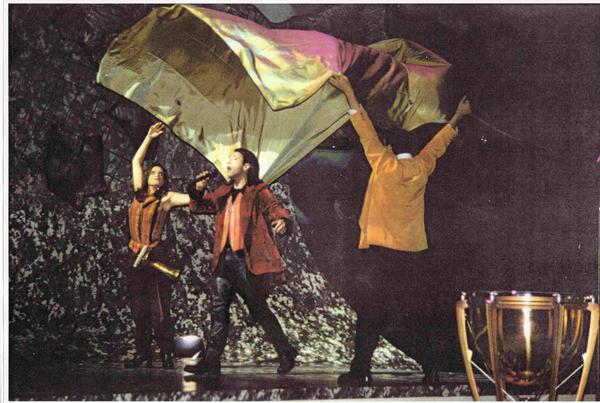
Alex Panayi v Dublinu (1995)
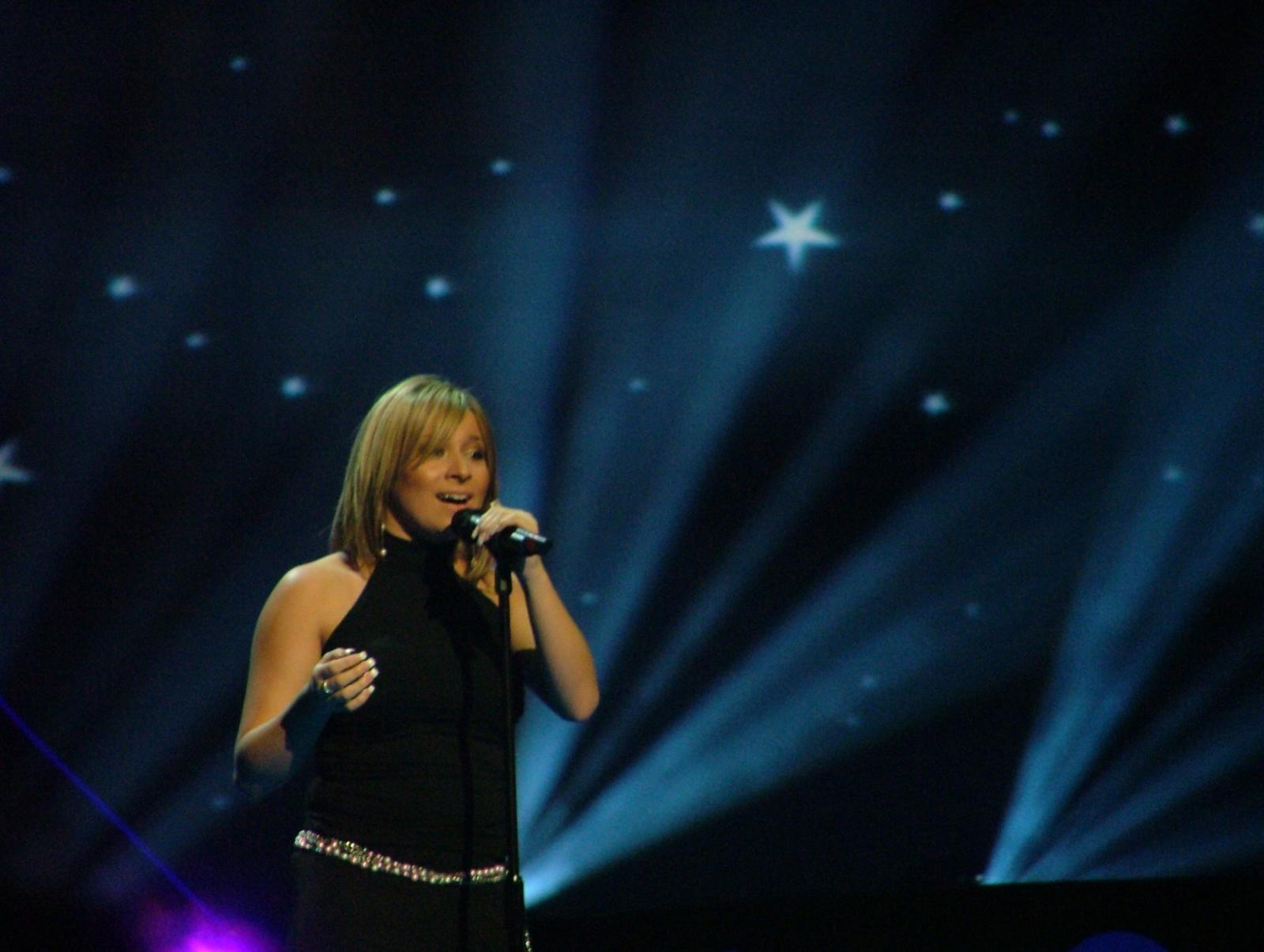
Lisa Andreas v Istanbulu (2004)
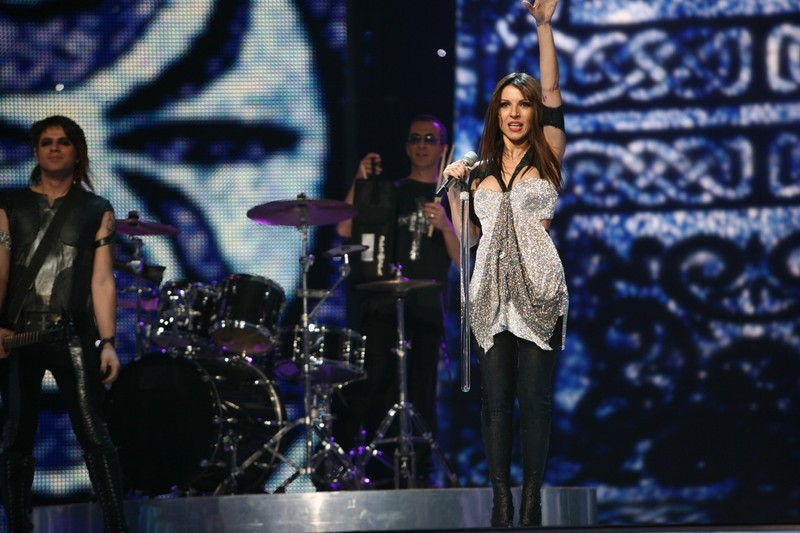
Evridiki v Helsinkách (2007)
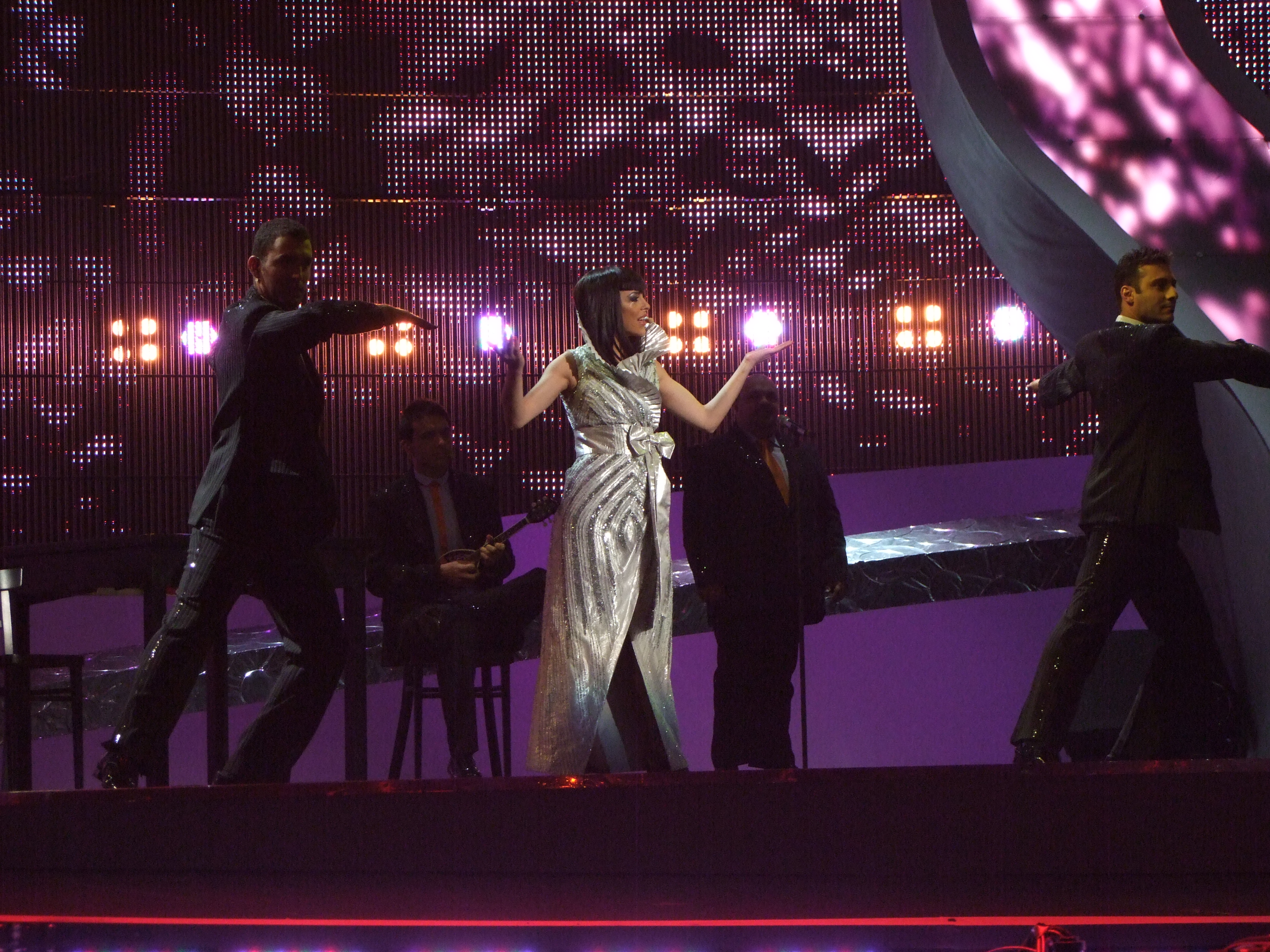
Evdokia Kadí v Bělehradu (2008)
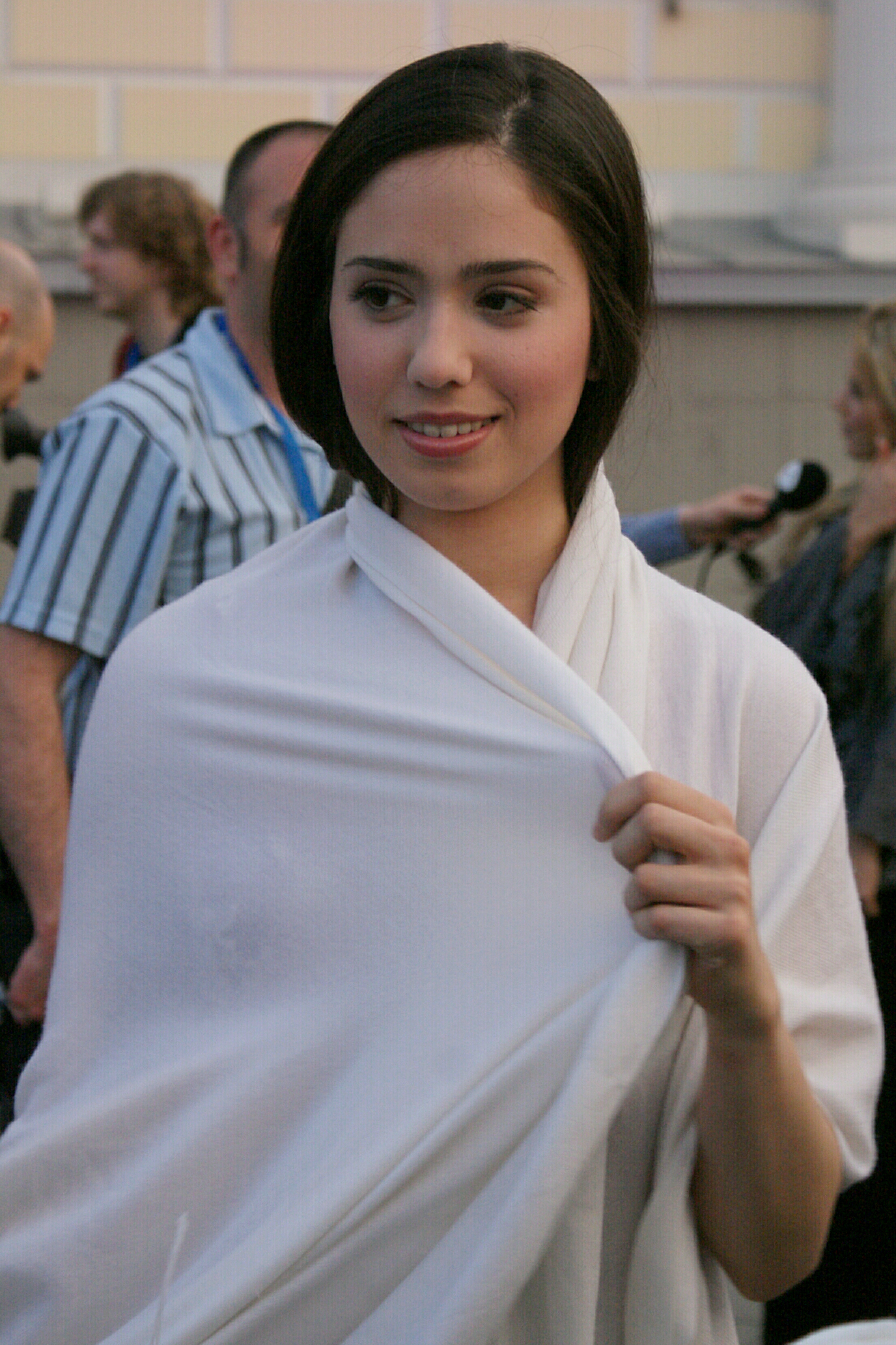
Christina Metaxa v Moskvě (2009)
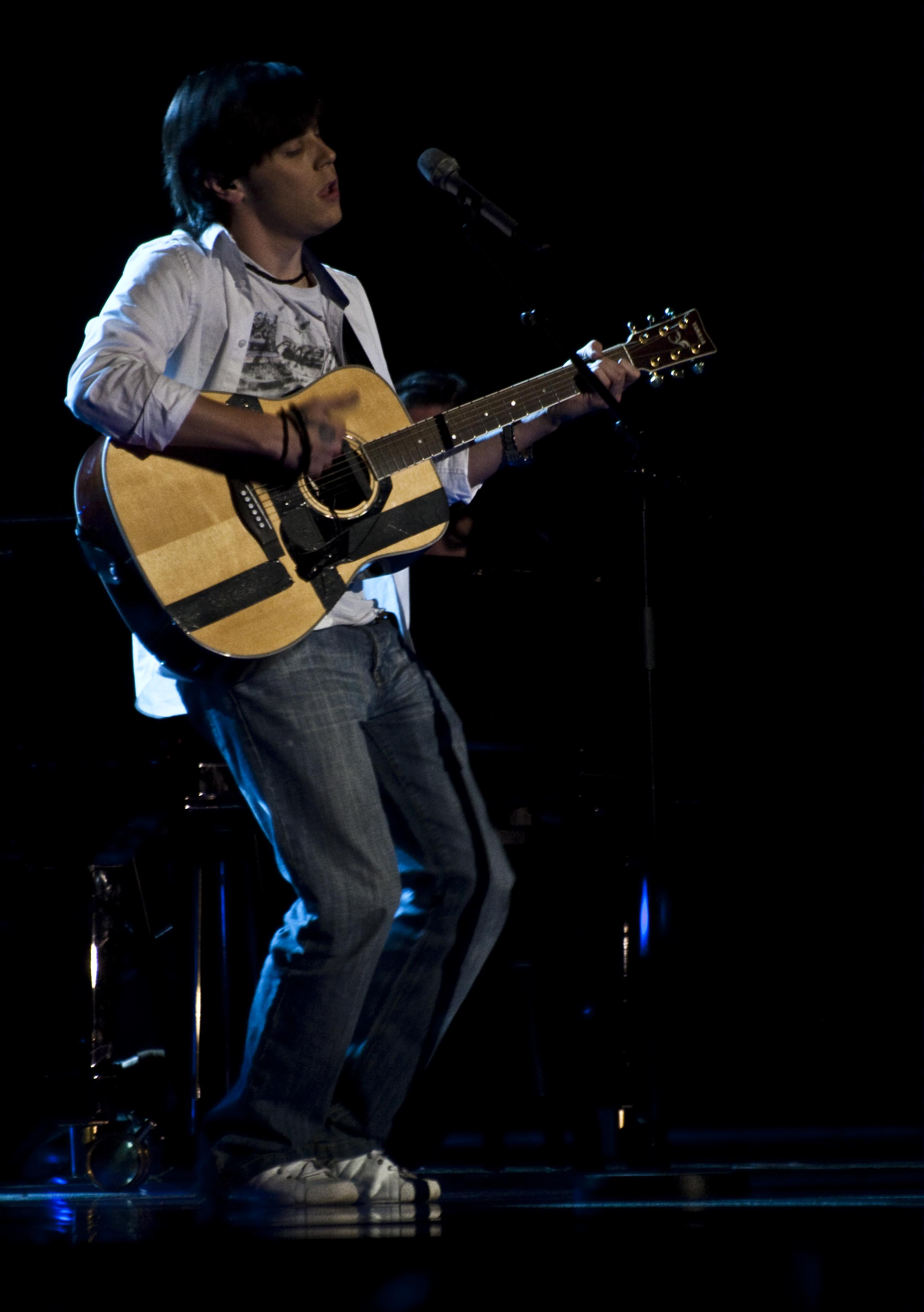
Jon Lilygreen a the Islanders v Oslu (2010)
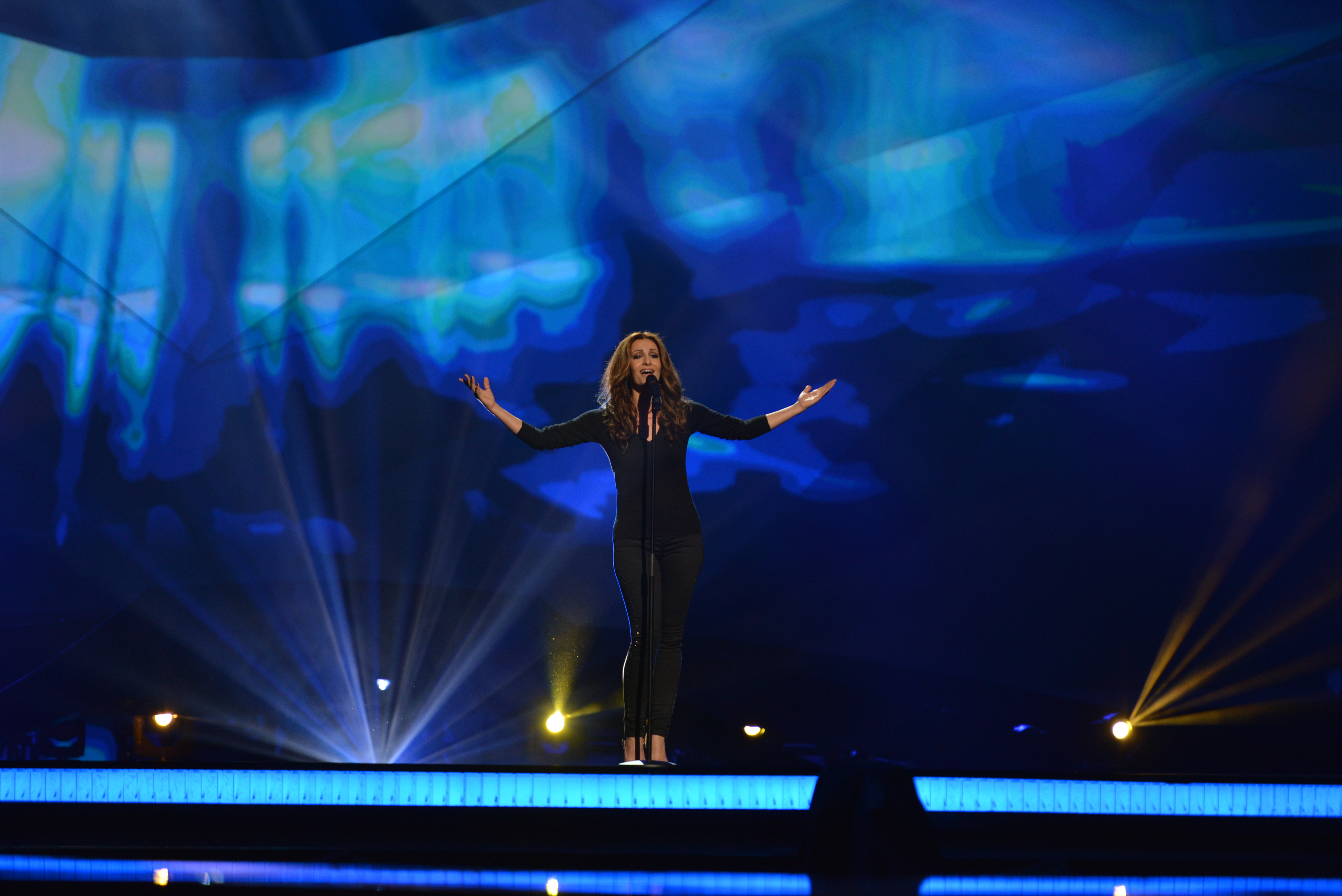
Despina Olympiou v Malmö (2013)
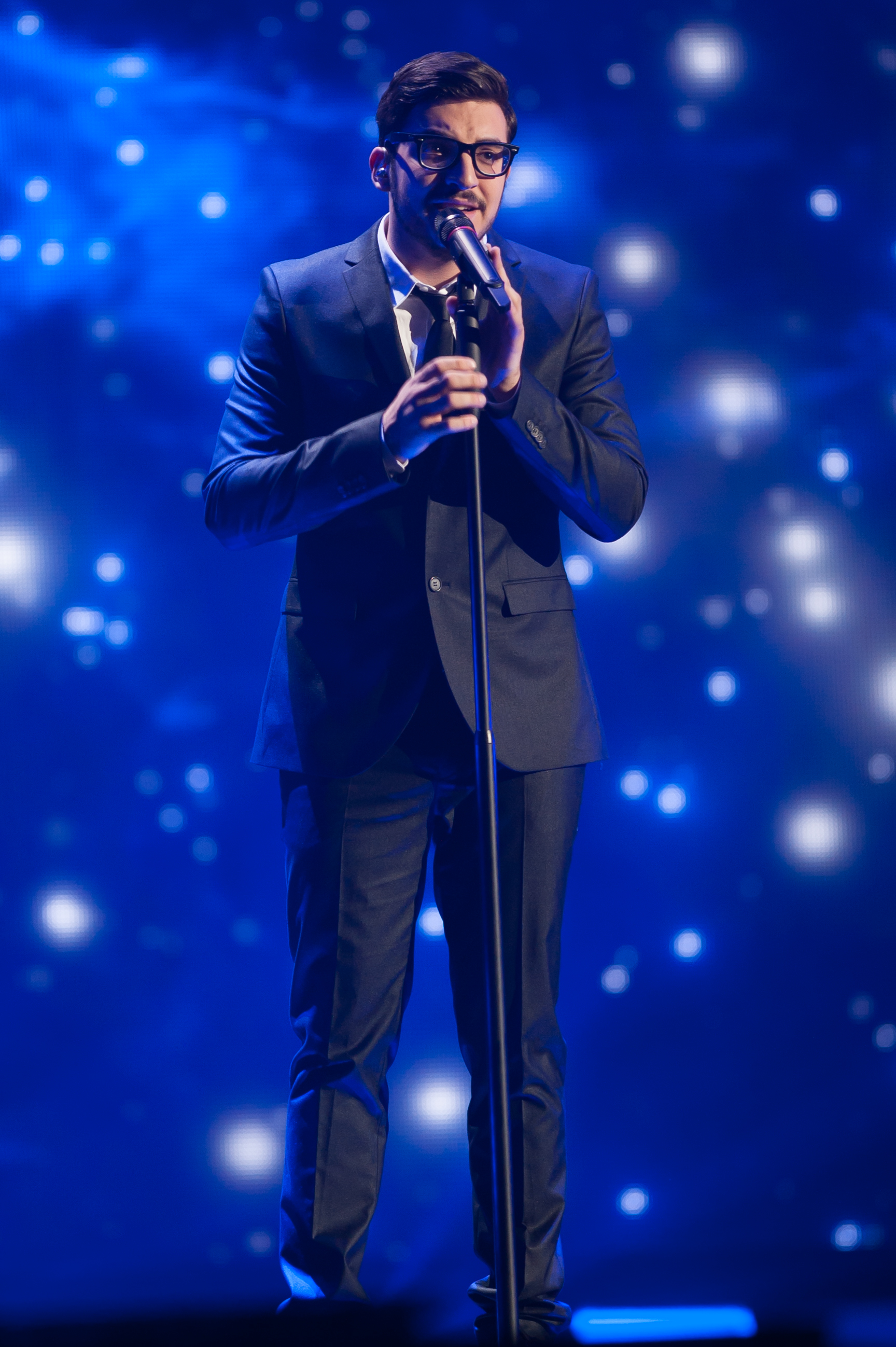
Giannis Karagiannis ve Vídni (2015)
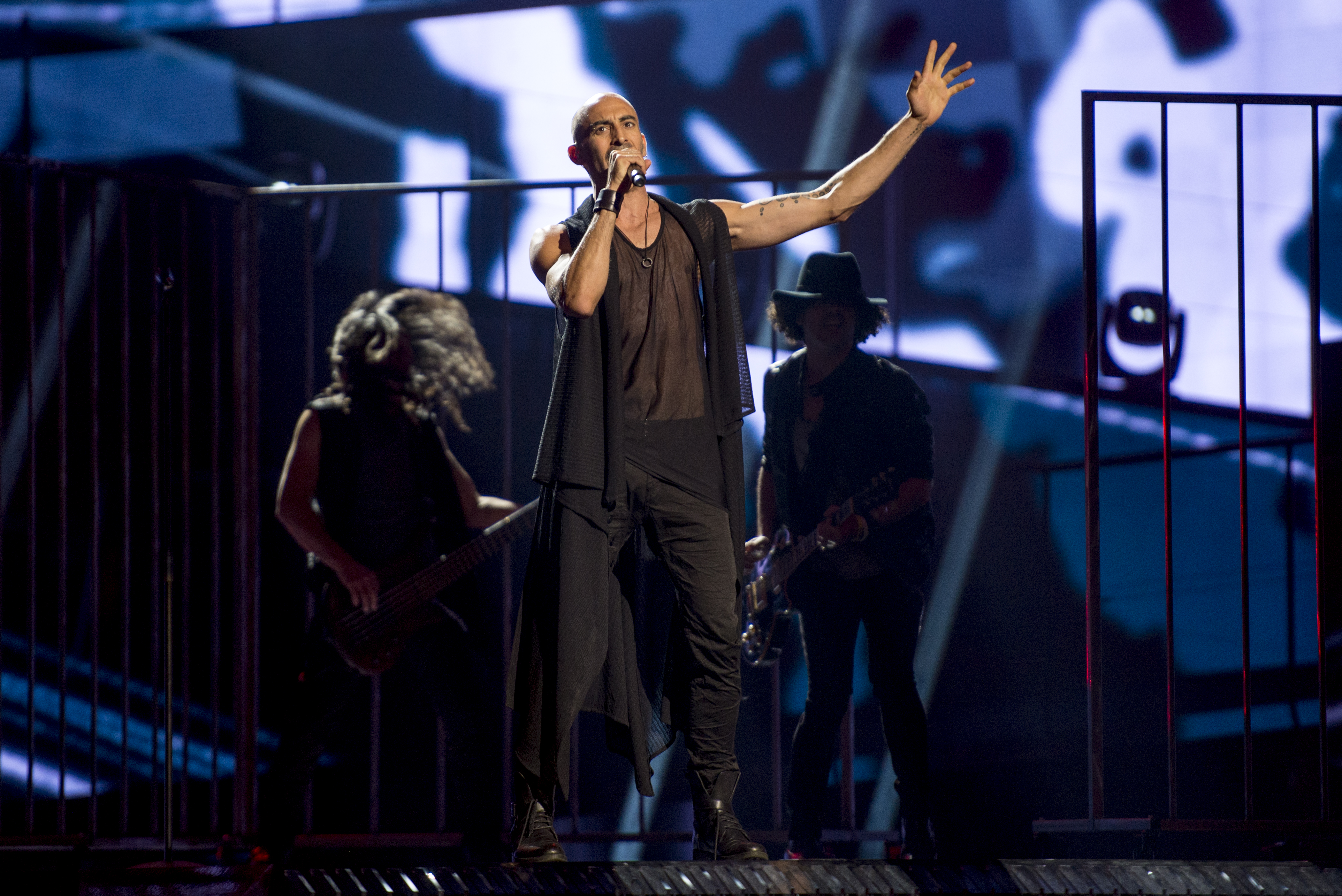
Minus One ve Stockholmu (2016)
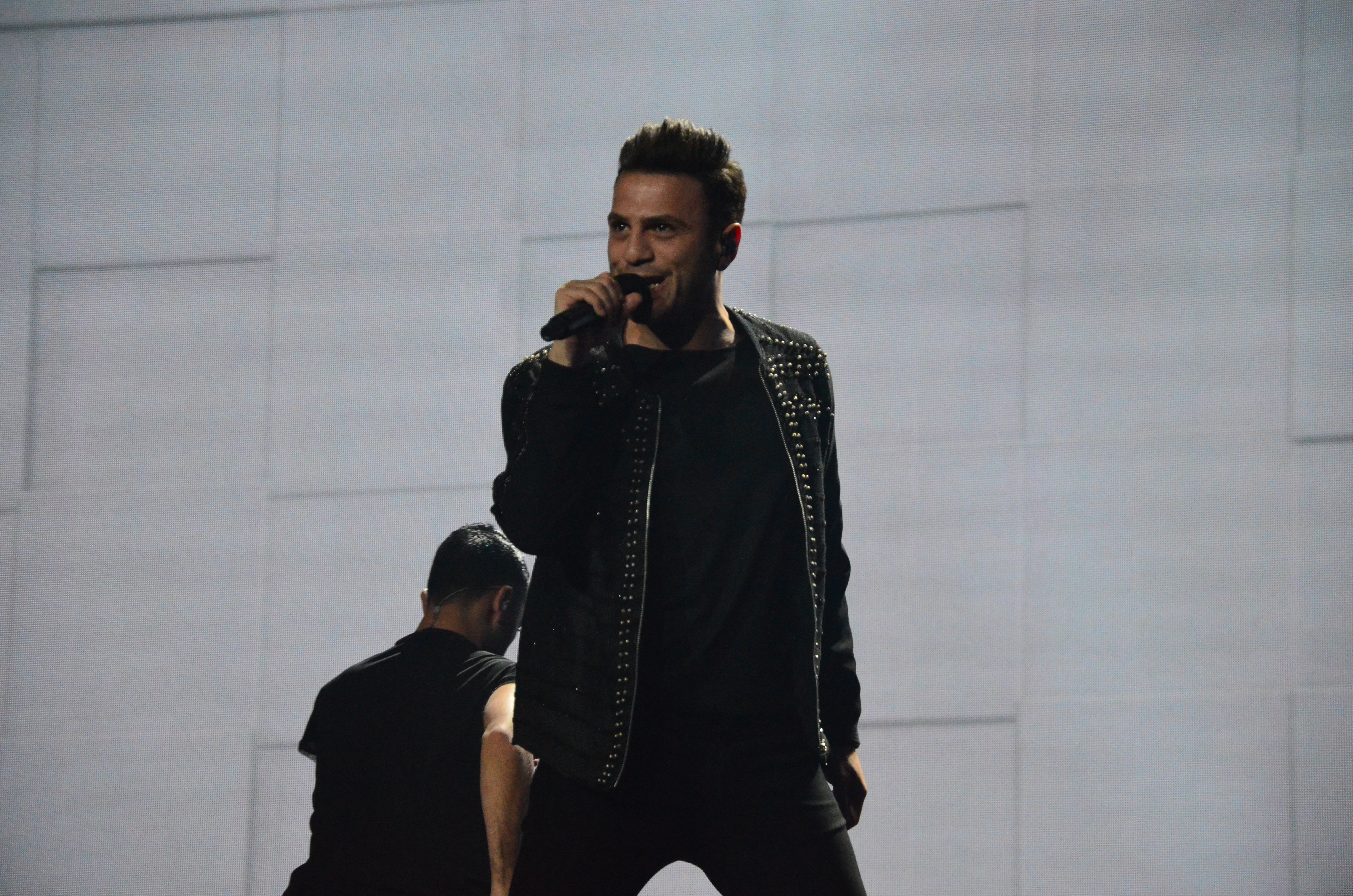
Hovig v Kyjevě (2017)
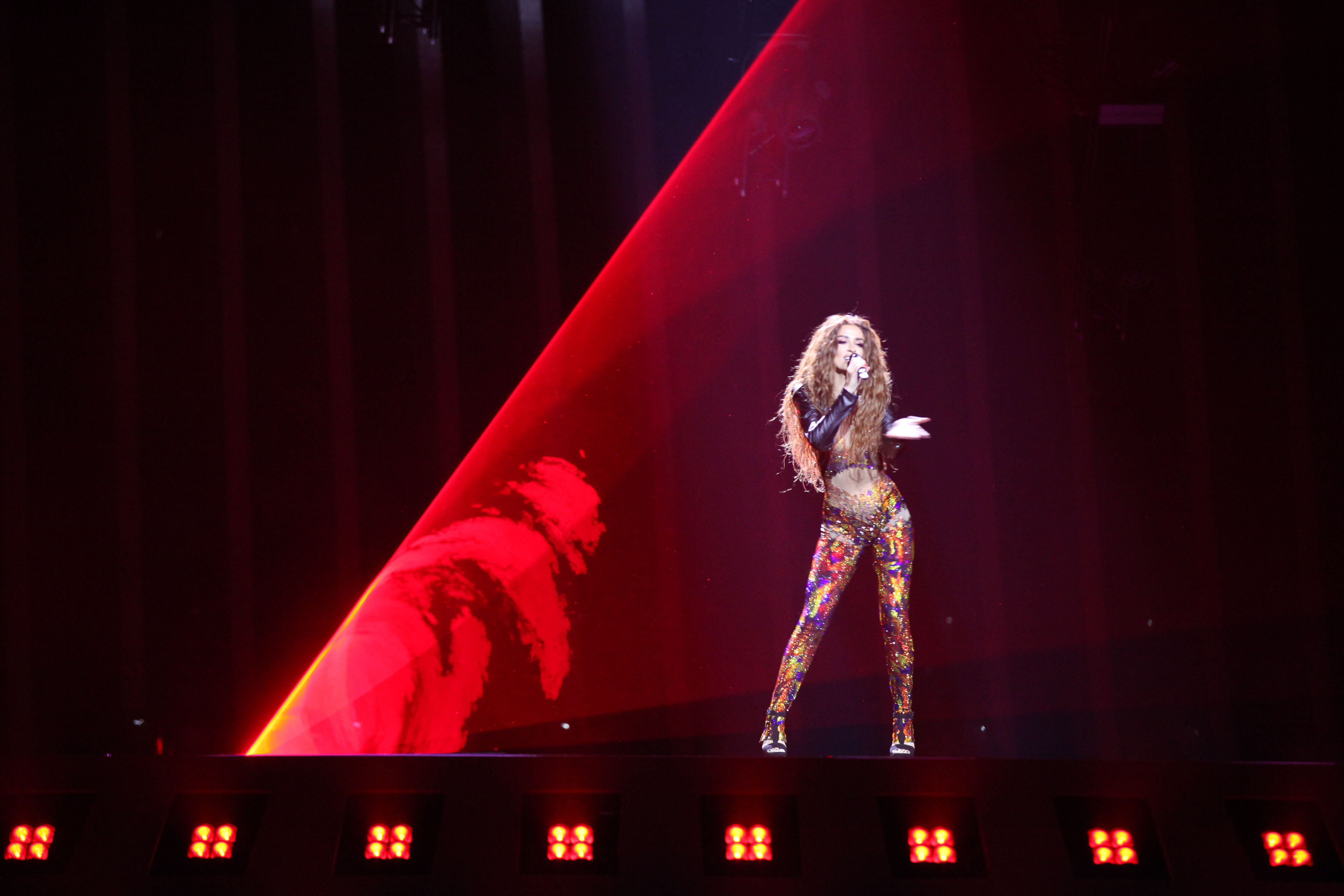
Eleni Foureira v Lisabonu (2018)
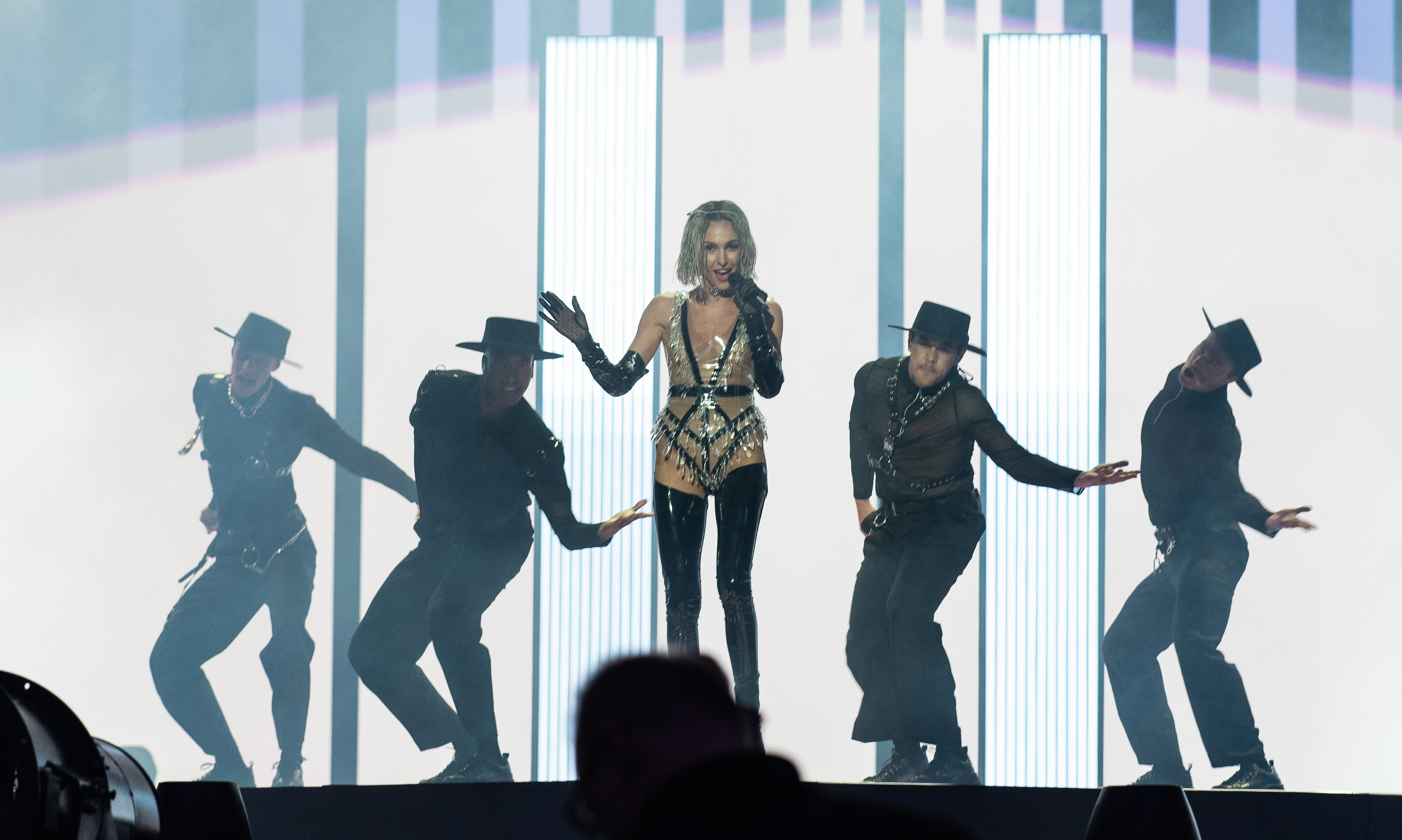
Tamta v Tel Avivu (2019)
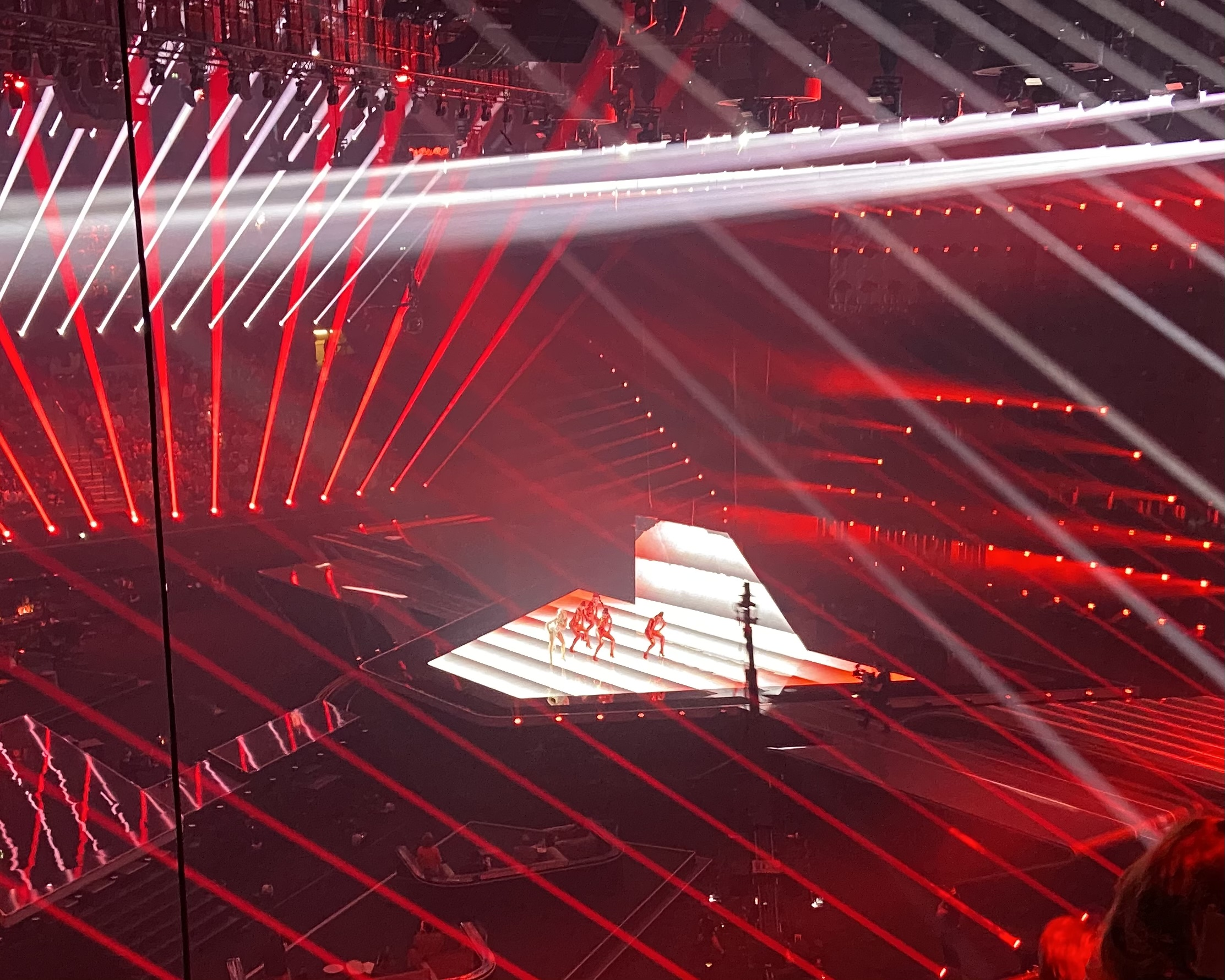
Elena Tsagrinou v Rotterdamu (2021)
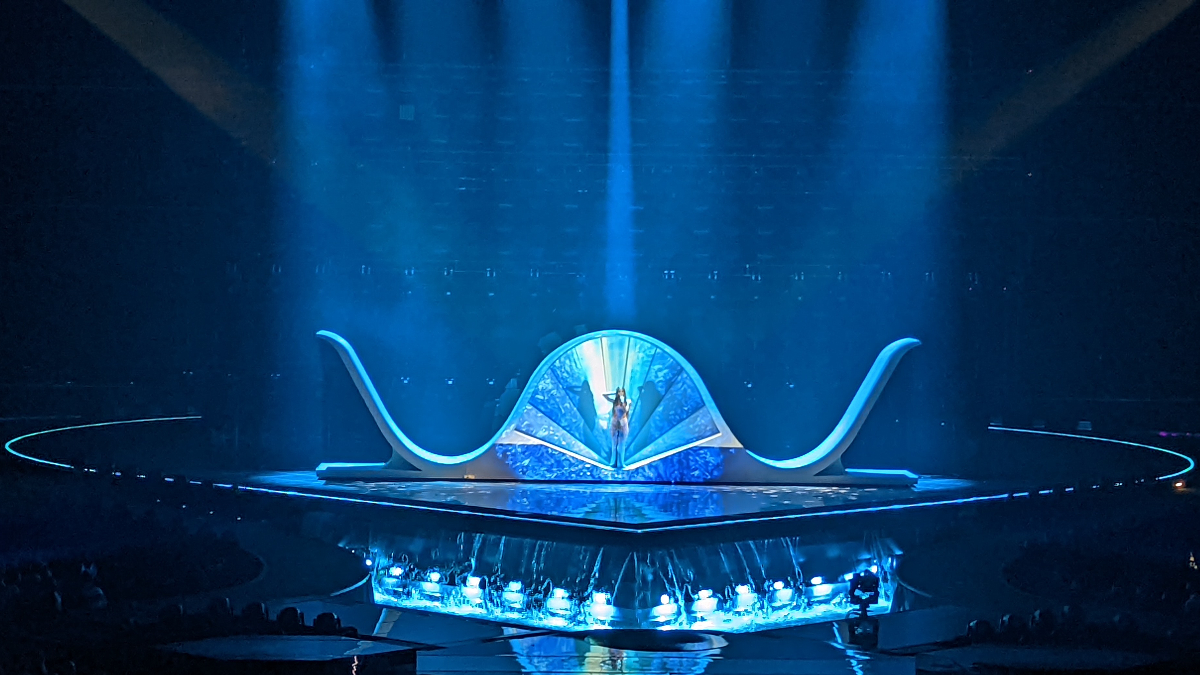
Andromache v Turíně (2022)
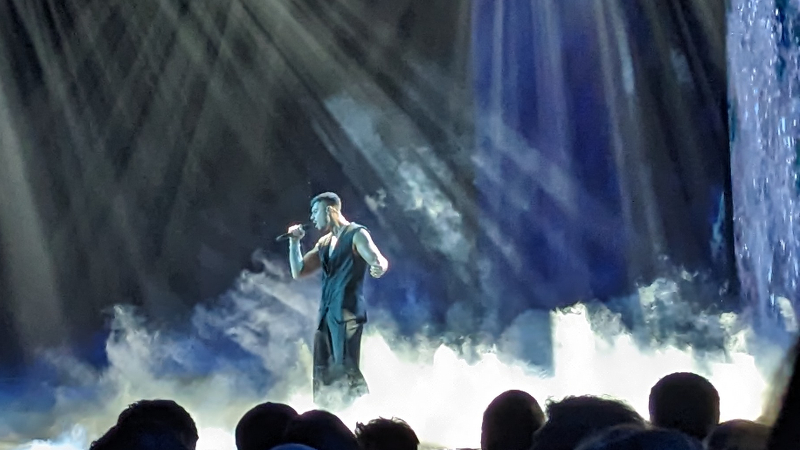
Andrew Lambrou v Liverpoolu (2023)
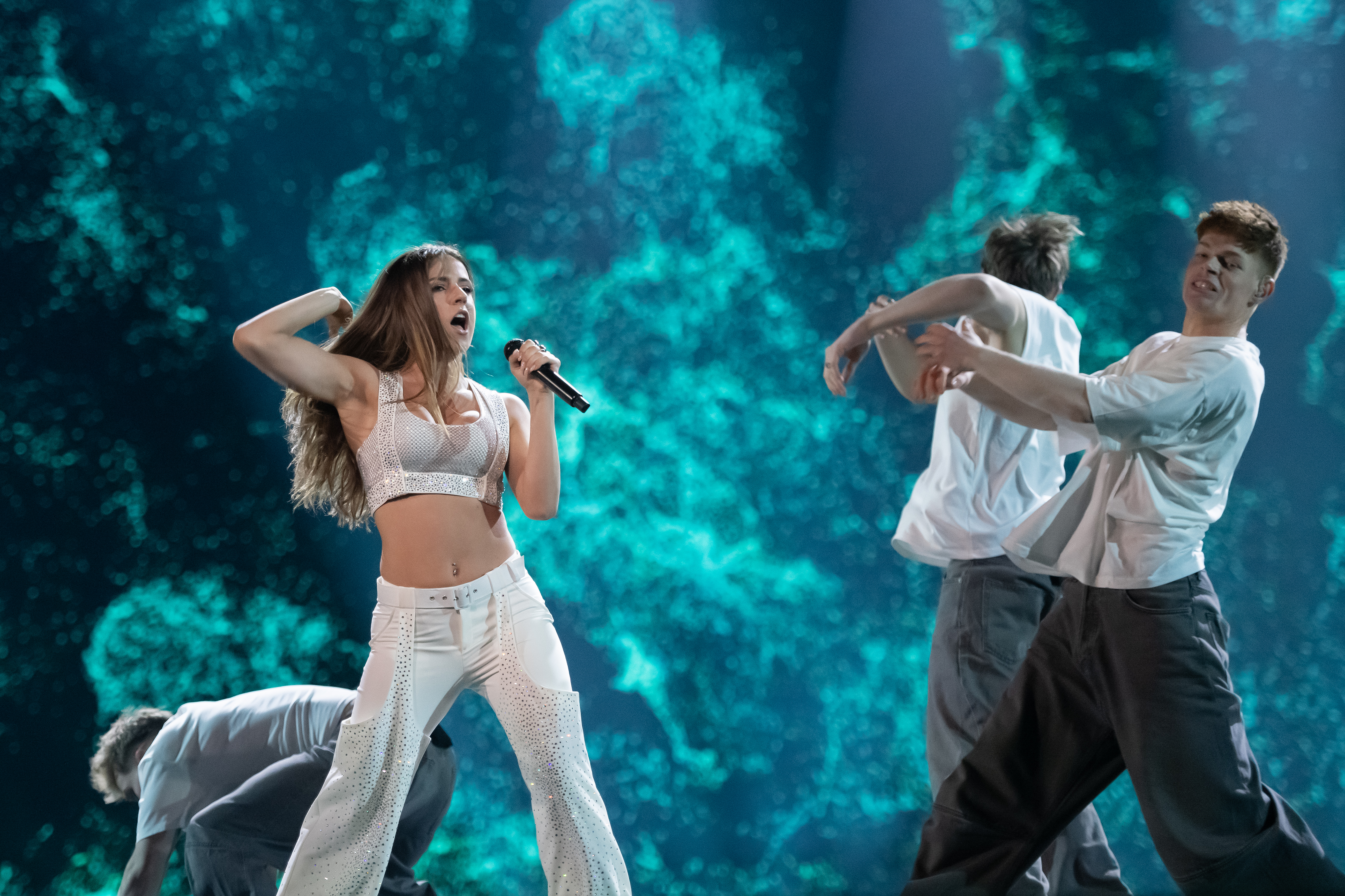
Silia Kapsis v Malmö (2024)
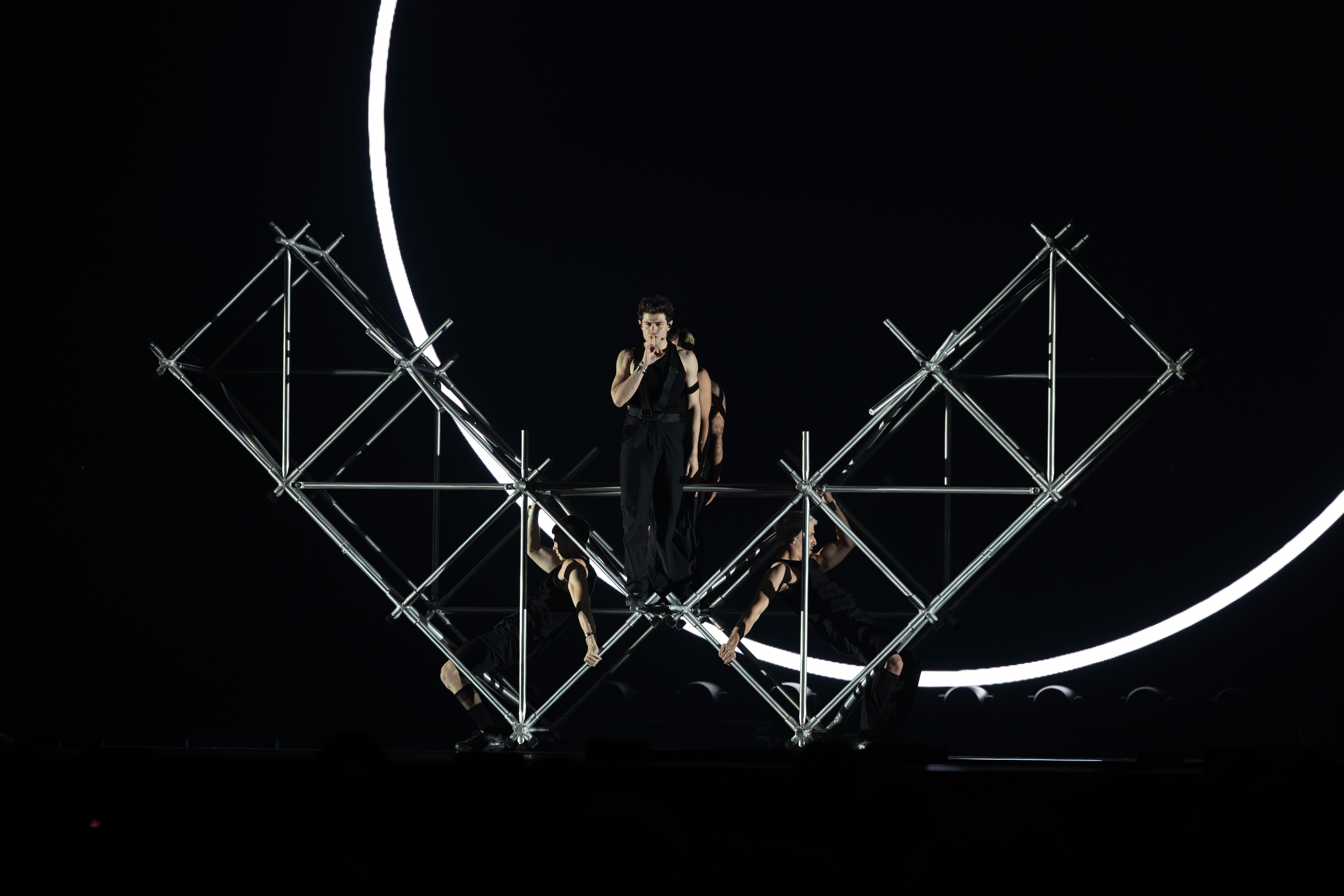
Theo Evan v Basileji (2025)